# 俄罗斯战役奖章

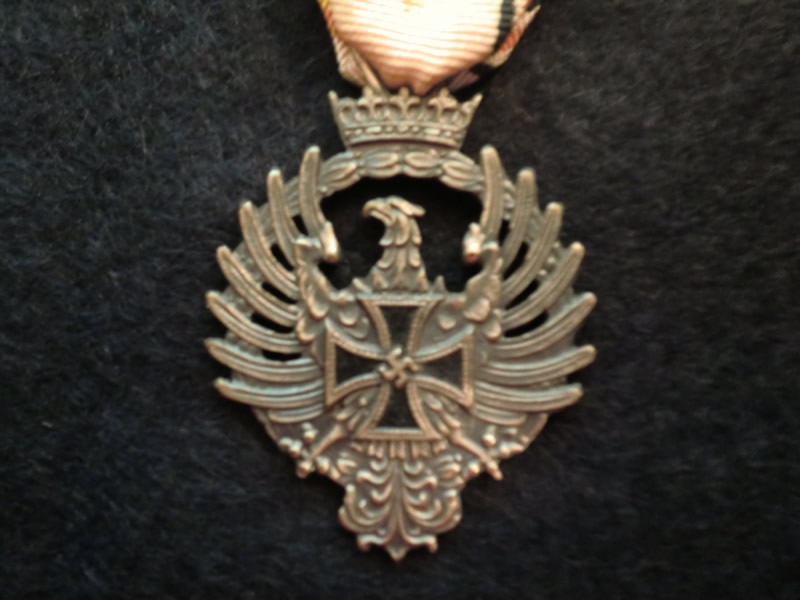
俄罗斯战役奖章

俄罗斯战役奖章（西班牙語：Medalla de la Campaña de Rusia）是佛朗哥时期的西班牙于1943年11月9日设立的一个奖项，奖给第二次世界大战期間曾志愿前往蘇聯前线服役的西班牙官兵，即蓝色师官兵。
奖章正面是西班牙国的鹰徽和一枚带卐字徽的铁十字，周围环绕一圈月桂叶，顶部有一顶王冠；背面是位于大诺夫哥罗德的諾夫哥羅德克里姆林图像，下面有铭文“俄罗斯1941”（Rusia 1941），周围环绕一圈铁链。